# Nerula
Nerula este un gen de fluturi din familia Hesperiidae. 

## Specii
- Nerula fibrena (Hewitson, 1877) Venezuela, Brazilia, Columbia.
- Nerula tuba  Evans, 1953 Brazil (Pará)